# Daniil Borissowitsch Schafran

Grabstein Schafrans auf dem Friedhof Trojekurowo, Moskau

Daniil Borissowitsch Schafran (russisch Даниил Борисович Шафран; * 13. Januar 1923 in Petrograd; † 7. Februar 1997 in Moskau) war ein russischer Cellist.

## Leben
Zunächst wurde er von seinem Vater ausgebildet, der erster Cellist der Sankt Petersburger Philharmonie war. Ab 1933 übernahm Alexander Shtrimer, Professor am dortigen Konservatorium, die weitere Ausbildung. Schafrans Konzertdebüt mit Tschaikowskis Rokoko-Variationen unter Albert Coates bescherte ihm den Ruf eines Wunderkindes. 1937 wurde er, trotz seines eigentlich zu jungen Alters, zu einem landesweiten Wettbewerb zugelassen, bei dem er den ersten Preis gewann: ein auf 1630 datiertes Antonio-Amati-Cello, das er sein ganzes Konzertleben über spielen sollte. Die etwas geringere Größe dieses Instruments erlaubte ihm, wie Schafran selbst sagte, ein verwegenes und wagemutiges Spiel, und trug so zur Ausprägung seines charakteristischen Stils bei.
Während des Deutsch-Sowjetischen Krieges, im Alter von 20 Jahren, zog er nach Moskau und nahm eine Position als Solist bei der philharmonischen Gesellschaft an. Zwischen 1949 und 1953 erhielt er bedeutende Preise und Ehrungen: 1949 zusammen mit Mstislaw Rostropowitsch den ersten Preis bei den zweiten Weltfestspielen der Jugend in Budapest. Ebenfalls zusammen mit Rostropowitsch gewann er 1950 den ersten Preis beim Hanuš-Wihan-Gedenkwettbewerb in Prag. 1953 wurde ihm der Staatspreis der UdSSR verliehen.
Ab den späten 1950er Jahren gehörte er einem vom KGB überwachten Elitezirkel von Künstlern an und gab nur vereinzelt Konzerte im Westen und fernen Osten, weswegen er außerhalb des Ostblocks vergleichbar wenig bekannt wurde.